# 港鐵錦田大樓

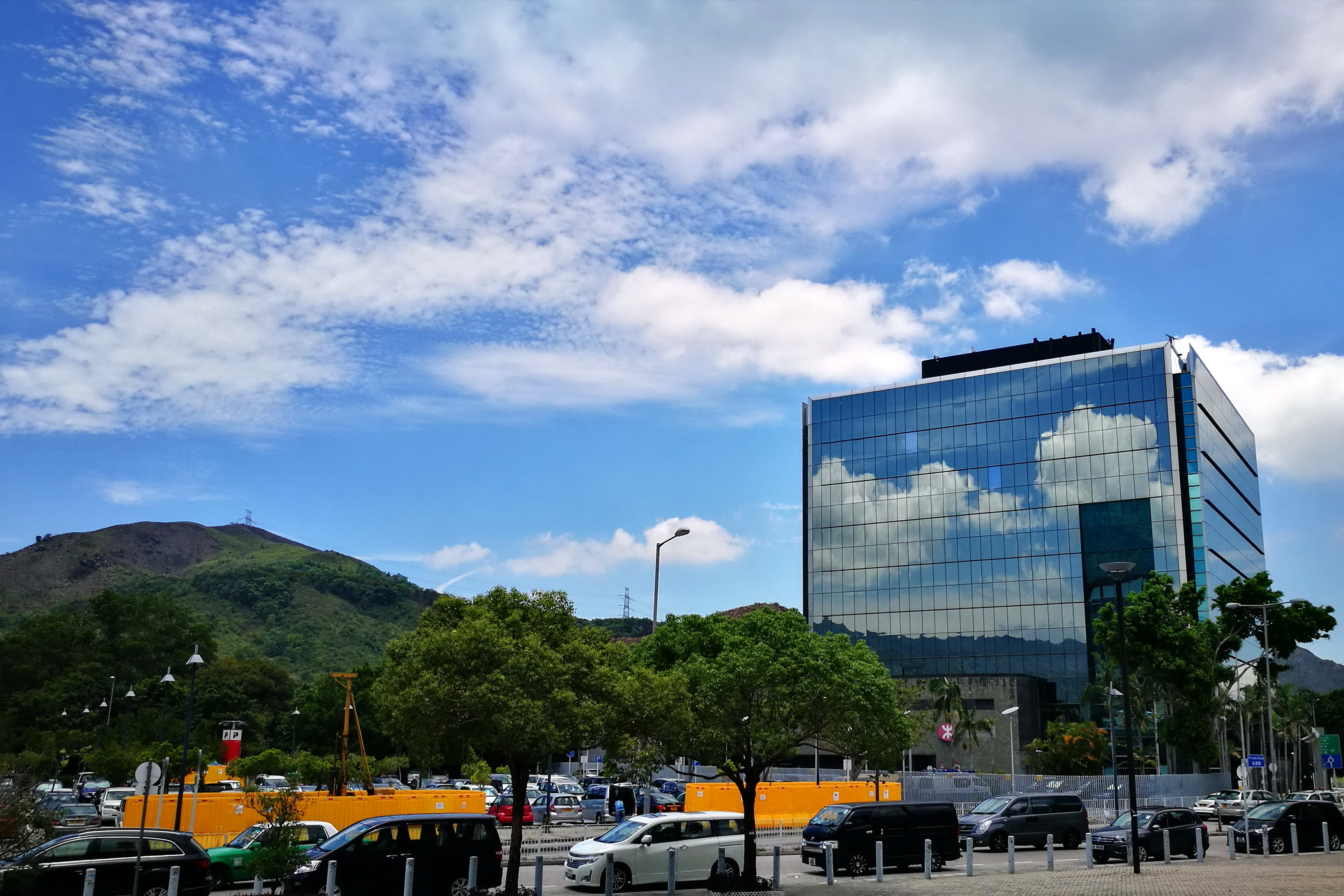
港鐵錦田大樓

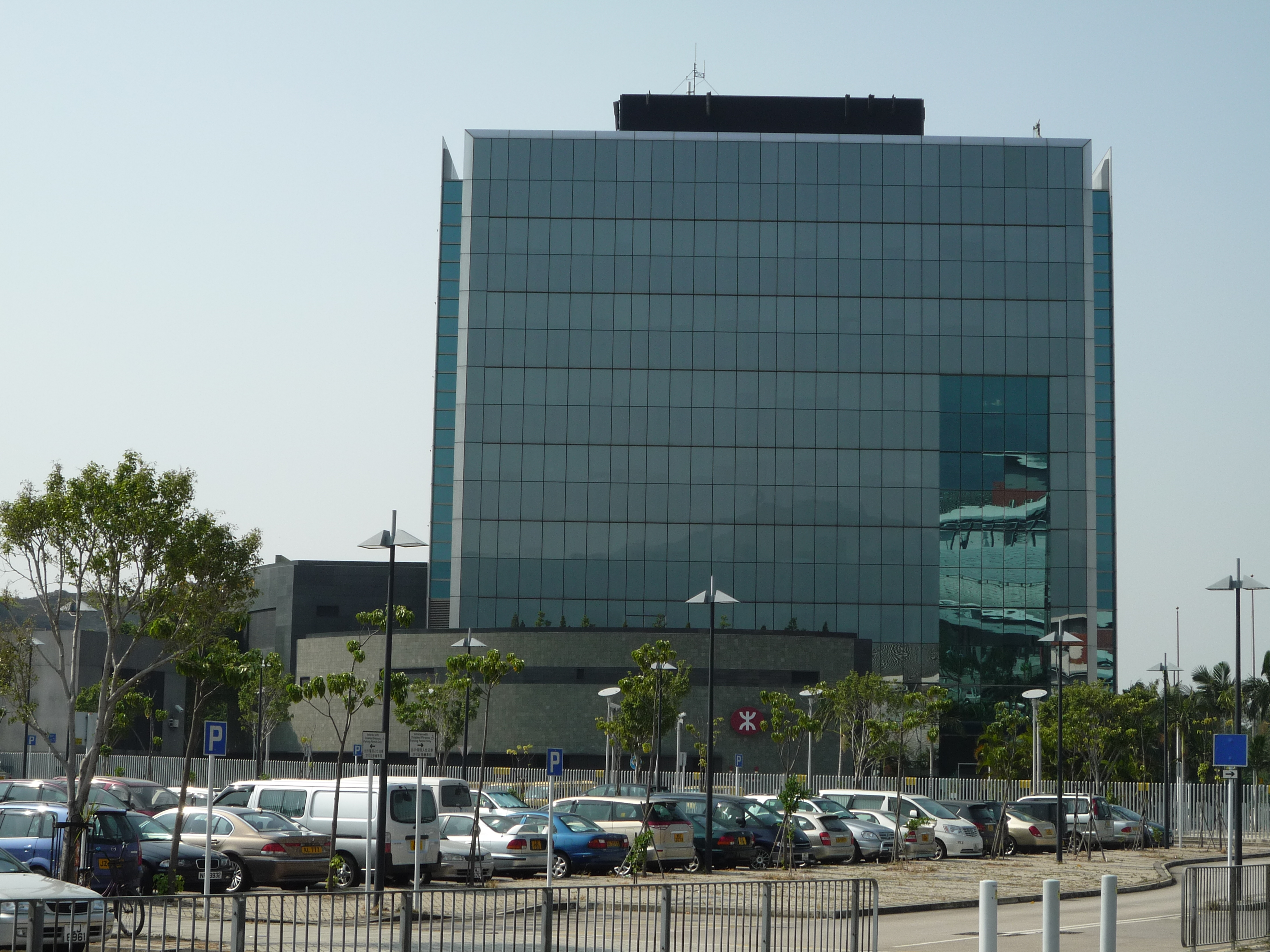
港鐵錦田大樓

港鐵錦田大樓（英語：MTR Kam Tin Building）是港鐵辦公大廈之一，位於香港新界元朗區錦田錦河路23號，樓高八層，鄰近港鐵屯馬綫錦上路站及八鄉車廠；樓高八層，為管理廣深港高速鐵路香港段及港鐵巴士服務營運總部所在地。

## 歷史

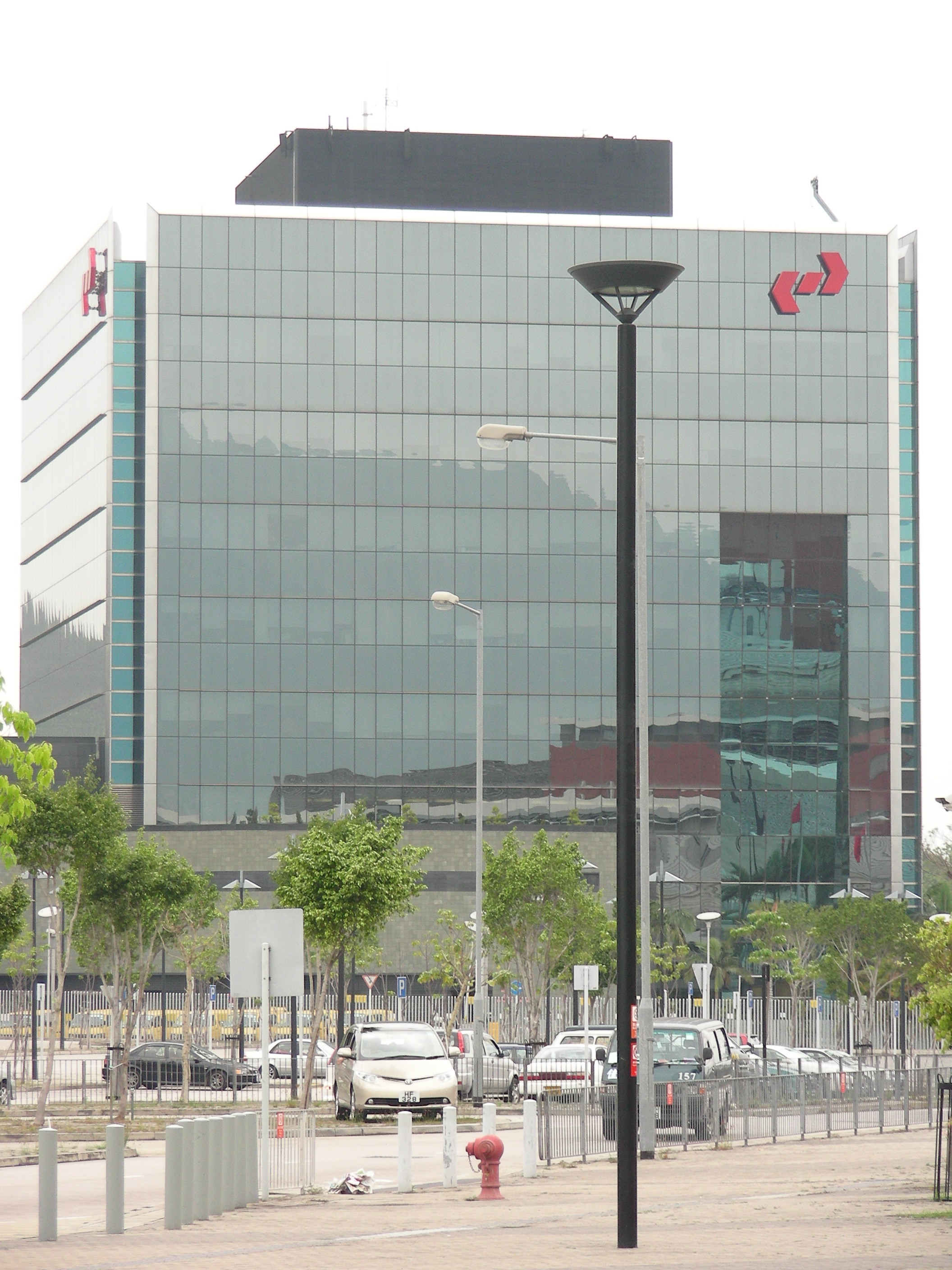
仍有九鐵標誌時之模樣

本大樓由九廣鐵路公司為配合西鐵工程興建，原稱九廣鐵路西鐵大樓（英文：KCR West Rail Building），簡稱西鐵大樓或 WRB。大樓於2002年12月起逐步啟用，至2003年3月11日舉行啟用儀式，和毗鄰的錦上路站同為羅麥莊馬香港有限公司設計，西鐵控制中心亦設在大樓1樓，直至青衣站超級車務控制中心在2013年接管所有前九鐵重鐵路線為止。
而自2005年中起，九鐵公司物業發展處及輕鐵部，分別由九鐵總部及屯門維修中心遷入此大樓。
兩鐵合併後，大樓改由港鐵公司管理。

## 樓層分佈（西鐵綫啟用時）[5]
- 7樓-人事處、總監及高級行政人員辦公室、會議室、稅務科、公共事務科、貿易科
- 6樓-行政處、物料科、鐵路監察及事務科、鐵路車輛處、樓宇維修科、樓宇裝備科
- 5樓-自動收費系統科、土木工程科、電機工程科、西鐵行車科（附設控制中心）、信號及通訊維修科、信號及通訊系統支援科、品質及安全科
- 4樓-行政部（A室）、公司保安組、資訊科技服務處、營運及維修科
- 3樓-巴士車務科、客務科、輕鐵行車科、市場及策劃科、品質及安全科、西鐵站務科、西鐵車務科
- 2樓-緊急事故協調中心、職員餐廳、課室、圖書室
- 1樓-鐵路警區警務控制中心、公共事務熱線辦公室、展覽廳、西鐵車務控制中心[6]
- 地下-電梯大堂、演講廳

## 交通
港鐵
- █  屯馬綫：錦上路站A出口